# Liga Mundial de Hockey 2012-13
La Liga Mundial de Hockey 2012/13 fue la primera edición de la Liga Mundial de Hockey, uno de los torneos internacionales de hockey sobre césped que organiza la Federación Internacional de Hockey. Su duración se extendió entre agosto de 2012 y febrero de 2014. En este torneo se definieron los equipos que disputaron el Campeonato Mundial de Hockey sobre césped de 2014.
El torneo estuvo diseñado con cuatro rondas. En la primera ronda masculina compitieron 37 países y en la primera ronda femenina participaron 28 naciones. A ellos, se agregaron los 16 países posicionados en las primeras posiciones del ranking mundial, que ingresaron en la segunda (9/16) y en la tercera ronda (1/8).
En la segunda ronda compitieron 24 equipos y en la tercera, se disputaron las semifinales entre 16 equipos. En esta última ronda se establecieron los equipos que clasificaron para el Campeonato Mundial. Sólo ocho equipos pasaron a la cuarta ronda para disputar las finales, donde se definió el campeón de cada una de las ligas (masculina y femenina).
Los equipos obtuvieron tres puntos por partido ganado y ningún punto por partido perdido. En caso de empate, obtuvieron dos puntos el equipo que ganó el desempate y uno, el equipo que lo perdió.

## Países participantes

### Hombres

#### Países más de n.º 16 del ranking
| Continente                   | Países |
| ---------------------------- | --- |
| Asia                         | Bangladesh Hong Kong Singapur Tailandia Omán Turquía Uzbekistán Azerbaiyán Qatar Sri Lanka Emiratos Árabes Unidos    |
| África                       | Ghana Egipto Nigeria                                                                                                 |
| Suramérica                   | Barbados Chile Trinidad y Tobago Venezuela                                                                           |
| Norteamérica y Centroamérica | Guatemala México Estados Unidos                                                                                      |
| Europa                       | Bielorrusia República Checa Polonia Ucrania Austria Irlanda Suecia Gales Gibraltar Italia Marruecos Portugal Escocia |
| Oceanía                      | Fiyi Papúa Nueva Guinea Vanuatu                                                                                      |

#### Países hasta n.º 16 del ranking
Según la Clasificación Mundial de la FIH, los países que tienen una posición en el ranking mundial entre 9/16 ingresan en la segunda ronda y los que tienen una posición 1/8 en la tercera ronda.

1.  Australia

2.  Alemania

3.  Países Bajos

4.  Inglaterra

5.  España

6.  Corea del Sur

7.  Nueva Zelanda

8.  Pakistán

9.  India

10.  Canadá

11.  Argentina

12.  Sudáfrica

13.  Bélgica

14.  Chile

15.  Malasia

16.  Japón

### Mujeres

#### Países más de n.º 16 del ranking
| Continente | Países                                                                                                  |
| ---------- | --- |
| Asia       | Kazajistán Malasia Singapur Sri Lanka                                                                   |
| África     | Ghana Nigeria                                                                                           |
| América    | Barbados Canadá Guyana Trinidad y Tobago Uruguay Venezuela                                              |
| Europa     | Bielorrusia República Checa Francia Italia Escocia Turquía Austria Bélgica Lituania Rusia Ucrania Gales |
| Oceanía    | Fiyi Papúa Nueva Guinea Samoa Vanuatu                                                                   |

#### Países hasta n.º 16 del ranking
Los países que tienen una posición en el ranking mundial entre 9/16 ingresan en la segunda ronda y los que tienen una posición 1/8 en la tercera ronda.

1.  Países Bajos

2.  Argentina

3.  Nueva Zelanda

4.  Inglaterra

5.  Alemania

6.  Chile

7.  Australia

8.  Corea del Sur

9.  Japón

10.  Sudáfrica

11.  Estados Unidos

12.  India

13.  España

14.  Bélgica

15.  Irlanda

16.  Azerbaiyán

## Competencia masculina

### Ronda 1

#### Europa 1
17 al 19 de agosto de 2012 en Praga, República Checa.
Juegan todos contra todos y los dos primeros clasifican a la R2.
|   | Equipo          | J | G | EG | EP | P | Dif | Pts |
| - | --------------- | - | - | -- | -- | - | --- | --- |
| 1 | Polonia         | 3 | 3 | 0  | 0  | 0 | 8   | 9   |
| 2 | Ucrania         | 3 | 1 | 1  | 0  | 1 | -4  | 5   |
| 3 | Bielorrusia     | 3 | 1 | 0  | 0  | 2 | -2  | 3   |
| 4 | República Checa | 3 | 0 | 0  | 1  | 2 | -2  | 1   |

| Fecha | Hora¹ | Partidos        | Partidos               | Partidos        |
| ----- | ----- | --------------- | ---------------------- | --------------- |
| 17.08 | 14:45 | Polonia         | 5 - 0                  | Ucrania         |
| 17.08 | 17:00 | República Checa | 1 - 2                  | Bielorrusia     |
| 18.08 | 14:45 | Ucrania         | 5 - 4                  | Bielorrusia     |
| 18.08 | 17:00 | República Checa | 2 - 3                  | Polonia         |
| 19.08 | 14:45 | Polonia         | 2 - 0                  | Bielorrusia     |
| 19.08 | 17:00 | Ucrania         | 3 - 3 (pro.) (3-2 PEN) | República Checa |

#### Asia
31 de agosto al 2 de septiembre de 2012 en Singapur, Singapur.
Juegan todos contra todos y clasifica el primero a la R2.
|   | Países     | J | G | EG | EP | P | Dif | Pts |
| - | ---------- | - | - | -- | -- | - | --- | --- |
| 1 | Bangladesh | 3 | 3 | 0  | 0  | 0 | 12  | 9   |
| 2 | Singapur   | 3 | 2 | 0  | 0  | 1 | 5   | 6   |
| 3 | Hong Kong  | 3 | 0 | 1  | 0  | 2 | -6  | 2   |
| 4 | Tailandia  | 3 | 0 | 0  | 1  | 2 | -11 | 1   |

| Fecha | Hora¹ | Partidos   | Partidos               | Partidos   |
| ----- | ----- | ---------- | ---------------------- | ---------- |
| 31.08 | 17:00 | Bangladesh | 6 - 1                  | Hong Kong  |
| 31.08 | 19:15 | Singapur   | 6 - 0                  | Tailandia  |
| 01.09 | 17:00 | Hong Kong  | 1 - 1 (pro.) (4-3 PEN) | Tailandia  |
| 01.09 | 19:15 | Singapur   | 2 - 4                  | Bangladesh |
| 02.09 | 16:00 | Bangladesh | 6 - 1                  | Tailandia  |
| 02.09 | 18:15 | Hong Kong  | 1 - 2                  | Singapur   |

#### Europa 2
7 de septiembre al 9 de septiembre de 2012 en Cardiff, Gales.
Juegan todos contra todos y los dos primeros clasifican a la R2.
|   | Países  | J | G | EG | EP | P | Dif | Pts |
| - | ------- | - | - | -- | -- | - | --- | --- |
| 1 | Irlanda | 3 | 3 | 0  | 0  | 0 | 17  | 9   |
| 2 | Austria | 3 | 1 | 1  | 0  | 1 | 0   | 5   |
| 3 | Gales   | 3 | 1 | 0  | 1  | 1 | -1  | 4   |
| 4 | Suecia  | 3 | 0 | 0  | 0  | 3 | -16 | 0   |

| Fecha | Hora¹ | Partidos | Partidos               | Partidos |
| ----- | ----- | -------- | ---------------------- | -------- |
| 07.09 | 15:30 | Austria  | 5 - 1                  | Suecia   |
| 07.09 | 18:00 | Irlanda  | 5 - 0                  | Gales    |
| 08.09 | 14:00 | Austria  | 1 - 5                  | Irlanda  |
| 08.09 | 18:30 | Gales    | 4 - 0                  | Suecia   |
| 09.09 | 12:00 | Irlanda  | 8 - 0                  | Suecia   |
| 09.09 | 15:00 | Gales    | 0 - 0 (pro.) (3-4 PEN) | Irlanda  |

#### África
7 de septiembre a 9 de septiembre de 2012 en Acra, Ghana.

Juegan todos contra todos y clasifica el primero a la R2.
|   | Países  | J | G | E | P | Dif | Pts |
| - | ------- | - | - | - | - | --- | --- |
| 1 | Egipto  | 2 | 2 | 0 | 0 | 7   | 6   |
| 2 | Ghana   | 2 | 1 | 0 | 1 | 1   | 3   |
| 3 | Nigeria | 2 | 0 | 0 | 2 | -8  | 0   |

| Fecha | Hora¹ | Partidos | Partidos | Partidos |
| ----- | ----- | -------- | -------- | -------- |
| 07.09 | 18:15 | Ghana    | 3 - 0    | Nigeria  |
| 08.09 | 18:15 | Egipto   | 5 - 0    | Nigeria  |
| 09.09 | 16:15 | Ghana    | 1 - 3    | Egipto   |

#### Europa 3
25 de septiembre al 30 de septiembre de 2012 en Lousada, Portugal.
Juegan todos contra todos y los dos primeros clasifican a la R2.
|   | Países    | J | G | EG | EP | P | Dif | Pts |
| - | --------- | - | - | -- | -- | - | --- | --- |
| 1 | Escocia   | 4 | 4 | 0  | 0  | 0 | 30  | 12  |
| 2 | Portugal  | 4 | 2 | 1  | 0  | 1 | 0   | 8   |
| 3 | Gibraltar | 4 | 1 | 1  | 1  | 1 | -4  | 6   |
| 4 | Italia    | 4 | 1 | 0  | 1  | 2 | -9  | 4   |
| 5 | Marruecos | 4 | 0 | 0  | 0  | 4 | -17 | 0   |

| Fecha | Hora¹ | Partidos  | Partidos                | Partidos  |
| ----- | ----- | --------- | ----------------------- | --------- |
| 25.09 | 14:30 | Gibraltar | 1 - 0                   | Marruecos |
| 25.09 | 16:45 | Italia    | 2 - 4                   | Portugal  |
| 26.09 | 14:30 | Escocia   | 9 - 0                   | Marruecos |
| 26.09 | 16:45 | Gibraltar | 3 - 3 (pro.) (3-1 PEN.) | Italia    |
| 27.09 | 14:30 | Gibraltar | 0 - 5                   | Escocia   |
| 27.09 | 16:45 | Marruecos | 1 - 6                   | Portugal  |
| 29.09 | 14:00 | Italia    | 2 - 0                   | Marruecos |
| 29.09 | 16:15 | Escocia   | 7 - 0                   | Portugal  |
| 30.09 | 13:00 | Italia    | 0 - 9                   | Escocia   |
| 30.09 | 15:30 | Portugal  | 3 - 3 (pro.) (2-0 pen.) | Gibraltar |

#### Sudamérica
13 al 17 de noviembre de 2012 en Port of Spain, Trinidad y Tobago.
Juega todos contra todos y clasifican los dos primeros a la R2.
|   | Países            | J | G | E | P | Dif | Pts |
| - | ----------------- | - | - | - | - | --- | --- |
| 1 | Trinidad y Tobago | 3 | 3 | 0 | 0 | 10  | 9   |
| 2 | Chile             | 3 | 2 | 0 | 1 | 6   | 6   |
| 3 | Barbados          | 3 | 1 | 0 | 2 | 5   | 3   |
| 4 | Venezuela         | 3 | 0 | 0 | 3 | -21 | 0   |

| Fecha | Hora¹ | Partidos          | Partidos | Partidos          |
| ----- | ----- | ----------------- | -------- | ----------------- |
| 14.11 | 15:00 | Chile             | 5 - 3    | Barbados          |
| 14.11 | 17:00 | Trinidad y Tobago | 9 - 2    | Venezuela         |
| 16.11 | 17:00 | Barbados          | 10 - 1   | Venezuela         |
| 16.11 | 19:00 | Trinidad y Tobago | 2 - 1    | Chile             |
| 17.11 | 17:00 | Chile             | 6 - 1    | Venezuela         |
| 17.11 | 19:00 | Barbados          | 1 - 3    | Trinidad y Tobago |

#### Norte y Centroamérica
16-18 de noviembre de 2012 en Chula Vista, Estados Unidos.
Juegan todos contra todos y el primero clasifica a la R2.
|   | Países         | J | G | E | P | Dif | Pts |
| - | -------------- | - | - | - | - | --- | --- |
| 1 | Estados Unidos | 2 | 2 | 0 | 0 | 24  | 6   |
| 2 | México         | 2 | 1 | 0 | 1 | 0   | 3   |
| 3 | Guatemala      | 2 | 0 | 0 | 2 | -24 | 0   |

| Fecha | Hora¹ | Partidos       | Partidos | Partidos       |
| ----- | ----- | -------------- | -------- | -------------- |
| 16.11 | 12:00 | México         | 8 - 0    | Guatemala      |
| 17.11 | 12:00 | Guatemala      | 0 - 16   | Estados Unidos |
| 18.11 | 12:00 | Estados Unidos | 8 - 0    | México         |

#### Asia 2
27 de noviembre al 2 de diciembre de 2012 en Doha, Catar.
|   | Países     | J | G | E | P | Dif | Pts |
| - | ---------- | - | - | - | - | --- | --- |
| 1 | Azerbaiyán | 3 | 3 | 0 | 0 | 7   | 9   |
| 2 | Sri Lanka  | 3 | 1 | 0 | 2 | 2   | 3   |
| 3 | Omán       | 3 | 1 | 0 | 2 | -2  | 3   |
| 4 | Turquía    | 3 | 1 | 0 | 2 | -7  | 3   |

| Fecha | Hora¹ | Partidos   | Partidos | Partidos   |
| ----- | ----- | ---------- | -------- | ---------- |
| 27.11 | 16:00 | Sri Lanka  | 6 - 2    | Turquía    |
| 28.11 | 16:00 | Azerbaiyán | 4 - 0    | Turquía    |
| 30.11 | 16:00 | Sri Lanka  | 3 - 4    | Omán       |
| 01.12 | 16:00 | Azerbaiyán | 3 - 1    | Omán       |
| 02.12 | 16:00 | Omán       | 3 - 4    | Turquía    |
| 02.12 | 18:00 | Sri Lanka  | 3 - 4    | Azerbaiyán |

- Los partidos de Catar fueron anulados debido a que en su formación tenían jugadores inelegibles, por lo que no se presentan en la lista.[9]

#### Oceanía
9 al 13 de diciembre de 2012 en Suva, Fiyi.
Juegan todos contra todos y clasifica el primero a la R2.
|   | Países             | J | G | E | P | Dif | Pts |
| - | ------------------ | - | - | - | - | --- | --- |
| 1 | Fiyi               | 2 | 2 | 0 | 0 | 22  | 6   |
| 2 | Papúa Nueva Guinea | 2 | 1 | 0 | 1 | -6  | 3   |
| 3 | Vanuatu            | 2 | 0 | 0 | 2 | -16 | 0   |

| Fecha | Hora¹ | Partidos           | Partidos | Partidos           |
| ----- | ----- | ------------------ | -------- | ------------------ |
| 09.12 | 10:00 | Fiyi               | 7 - 0    | Papúa Nueva Guinea |
| 10.12 | 11:00 | Papúa Nueva Guinea | 1 - 0    | Vanuatu            |
| 12.12 | 15:00 | Fiyi               | 17 - 2   | Vanuatu            |

### Ronda 2

#### Clasificación
| Fecha                              | Lugar del evento               | Equipo     | Equipo              | Equipo                                 | Plazas para Semifinales | Clasificado (s)     |
| Fecha                              | Lugar del evento               | País local | Por ranking         | De la ronda 1                          | Plazas para Semifinales | Clasificado (s)     |
| ---------------------------------- | ------------------------------ | ---------- | ------------------- | -------------------------------------- | ----------------------- | ------------------- |
| 18–24 de febrero de 2013           | New Delhi, India               | India      | — China             | — Bangladesh Fiyi Irlanda Omán         | 2                       | India Irlanda       |
| 27 de febrero - 5 de marzo de 2013 | Río de Janeiro, Brasil         | Brasil     | Argentina Sudáfrica | Chile Trinidad y Tobago Estados Unidos | 2                       | Argentina Sudáfrica |
| 6–12 de mayo de 2013               | Saint-Germain-en-Laye, Francia | Francia    | Canadá Bélgica      | Polonia Portugal Escocia               | 2                       | Bélgica Francia     |
| 27 de mayo – 2 de junio de 2013    | Elektrostal, Rusia             | Rusia      | — Japón             | Austria República Checa Egipto Ucrania | 1                       | Japón               |

#### Grupo A
18 al 24 de febrero de 2013 en Nueva Delhi, India.
Juegan todos contra todos y los dos primeros clasifican a la R3.
|   | Equipo     | P | G | E | P | Dif | Pts |
| - | ---------- | - | - | - | - | --- | --- |
| 1 | India      | 5 | 5 | 0 | 0 | 33  | 15  |
| 2 | Irlanda    | 5 | 4 | 0 | 1 | 24  | 12  |
| 3 | Bangladesh | 5 | 3 | 0 | 2 | 1   | 9   |
| 4 | China      | 5 | 2 | 0 | 3 | -2  | 6   |
| 5 | Omán       | 5 | 1 | 0 | 4 | -16 | 3   |
| 6 | Fiyi       | 5 | 0 | 0 | 5 | -40 | 0   |

| Fecha | Hora¹ | Partidos   | Partidos | Partidos   |
| ----- | ----- | ---------- | -------- | ---------- |
| 18.02 | 14:00 | China      | 4 - 0    | Omán       |
| 18.02 | 16:00 | Irlanda    | 5 - 2    | Bangladesh |
| 18.02 | 20:00 | India      | 16 - 0   | Fiyi       |
| 20.02 | 16:00 | Fiyi       | 0 - 13   | Irlanda    |
| 20.02 | 18:00 | China      | 2 - 3    | Bangladesh |
| 20.02 | 20:00 | India      | 9 - 1    | Omán       |
| 21.02 | 14:00 | Fiyi       | 1 - 4    | China      |
| 21.02 | 16:00 | Bangladesh | 4 - 1    | Omán       |
| 21.02 | 20:00 | Irlanda    | 2 - 3    | India      |
| 23.02 | 16:00 | Bangladesh | 8 - 4    | Fiyi       |
| 23.02 | 18:00 | Omán       | 2 - 7    | Irlanda    |
| 23.02 | 20:00 | China      | 0 - 4    | India      |
| 24.02 | 12:00 | Omán       | 7 - 3    | Fiyi       |
| 24.02 | 16:00 | Irlanda    | 4 - 0    | China      |
| 24.02 | 20:00 | India      | 5 - 1    | Bangladesh |

#### Grupo B
27 de febrero al 5 de marzo de 2013 en Río de Janeiro, Brasil.
Juegan todos contra todos y los dos primeros clasifican a la R3.
|   | Equipo            | J | G | EG | EP | P | Dif | Pts |
| - | ----------------- | - | - | -- | -- | - | --- | --- |
| 1 | Argentina         | 5 | 5 | 0  | 0  | 0 | 34  | 15  |
| 2 | Sudáfrica         | 5 | 4 | 0  | 0  | 1 | 25  | 12  |
| 3 | Chile             | 5 | 3 | 0  | 0  | 2 | -4  | 9   |
| 4 | Trinidad y Tobago | 5 | 1 | 1  | 0  | 3 | -15 | 5   |
| 5 | Estados Unidos    | 5 | 1 | 0  | 1  | 3 | -10 | 4   |
| 6 | Brasil            | 5 | 0 | 0  | 0  | 5 | -30 | 0   |

| Fecha | Hora¹ | Partidos          | Partidos        | Partidos          |
| ----- | ----- | ----------------- | --------------- | ----------------- |
| 27.02 | 09:00 | Sudáfrica         | 9 - 0           | Brasil            |
| 27.02 | 11:00 | Argentina         | 9 - 2           | Trinidad y Tobago |
| 27.02 | 15:30 | Chile             | 1 - 0           | Estados Unidos    |
| 28.02 | 09:00 | Argentina         | 10 - 0          | Brasil            |
| 28.02 | 11:00 | Sudáfrica         | 6 - 1           | Estados Unidos    |
| 28.02 | 15:30 | Trinidad y Tobago | 0 - 4           | Chile             |
| 02.03 | 09:00 | Estados Unidos    | 5 - 0           | Brasil            |
| 02.03 | 11:00 | Trinidad y Tobago | 2 - 9           | Sudáfrica         |
| 02.03 | 13:00 | Chile             | 0 - 6           | Argentina         |
| 03.03 | 09:00 | Estados Unidos    | 1 - 1 (3-4 PEN) | Trinidad y Tobago |
| 03.03 | 11:00 | Brasil            | 1 - 3           | Chile             |
| 03.03 | 15:30 | Sudáfrica         | 2 - 4           | Argentina         |
| 05.03 | 09:00 | Chile             | 1 - 6           | Sudáfrica         |
| 05.03 | 11:00 | Argentina         | 9 - 0           | Estados Unidos    |
| 05.03 | 15:30 | Brasil            | 2 - 6           | Trinidad y Tobago |

#### Grupo C
6 al 12 de mayo de 2013 en Saint Germain, Francia.
Juegan todos contra todos y los dos primeros clasifican a la R3.
|   | Equipo   | J | G | EG | EP | P | Dif | Pts |
| - | -------- | - | - | -- | -- | - | --- | --- |
| 1 | Bélgica  | 5 | 5 | 0  | 0  | 0 | 38  | 15  |
| 2 | Francia  | 5 | 4 | 0  | 0  | 1 | 9   | 12  |
| 3 | Canadá   | 5 | 3 | 0  | 0  | 2 | 3   | 9   |
| 4 | Escocia  | 5 | 1 | 1  | 0  | 3 | 0   | 5   |
| 5 | Polonia  | 5 | 1 | 0  | 1  | 3 | -5  | 4   |
| 6 | Portugal | 5 | 0 | 0  | 0  | 5 | -45 | 0   |

| Fecha | Hora¹ | Partidos | Partidos        | Partidos |
| ----- | ----- | -------- | --------------- | -------- |
| 06.05 | 13:00 | Bélgica  | 19 - 0          | Portugal |
| 06.05 | 15:30 | Canadá   | 5 - 3           | Escocia  |
| 06.05 | 18:00 | Francia  | 4 - 2           | Polonia  |
| 07.05 | 13:00 | Bélgica  | 7 - 1           | Escocia  |
| 07.05 | 15:30 | Canadá   | 3 - 1           | Polonia  |
| 07.05 | 18:00 | Portugal | 0 - 6           | Francia  |
| 09.05 | 13:00 | Portugal | 1 - 4           | Canadá   |
| 09.05 | 15:30 | Polonia  | 3 - 3 (3-4 PEN) | Escocia  |
| 09.05 | 18:00 | Francia  | 2 - 3           | Bélgica  |
| 11.05 | 13:00 | Polonia  | 9 - 1           | Portugal |
| 11.05 | 15:30 | Canadá   | 2 - 5           | Bélgica  |
| 11.05 | 18:00 | Escocia  | 1 - 2           | Francia  |
| 12.05 | 13:00 | Bélgica  | 10 - 1          | Polonia  |
| 12.05 | 15:30 | Escocia  | 9 - 0           | Portugal |
| 12.05 | 15:30 | Francia  | 3 - 2           | Canadá   |

#### Grupo D
27 de mayo al 2 de junio de 2013 en Elektrostal, Rusia.
Juegan todos contra todos y los dos primeros clasifican a la R3.
|   | Equipo          | J | G | EG | EP | P | Dif | Pts |
| - | --------------- | - | - | -- | -- | - | --- | --- |
| 1 | Japón           | 5 | 5 | 0  | 0  | 0 | 12  | 15  |
| 2 | Rusia           | 5 | 4 | 0  | 0  | 1 | 7   | 12  |
| 3 | Ucrania         | 5 | 1 | 2  | 0  | 2 | -5  | 7   |
| 4 | Austria         | 5 | 1 | 1  | 1  | 2 | 1   | 6   |
| 5 | Egipto          | 5 | 1 | 0  | 2  | 2 | -3  | 5   |
| 6 | República Checa | 5 | 0 | 0  | 0  | 5 | -12 | 0   |

| Fecha | Hora¹ | Partidos        | Partidos        | Partidos        |
| ----- | ----- | --------------- | --------------- | --------------- |
| 27.05 | 14:00 | Japón           | 5 - 1           | Ucrania         |
| 27.05 | 16:15 | República Checa | 0 - 4           | Austria         |
| 27.05 | 18:30 | Rusia           | 3 - 0           | Egipto          |
| 28.05 | 14:00 | Ucrania         | 1 - 0           | República Checa |
| 28.05 | 16:15 | Japón           | 3 - 1           | Egipto          |
| 28.05 | 18:30 | Rusia           | 4 - 2           | Austria         |
| 30.05 | 14:00 | Austria         | 3 - 3 (3-1 PEN) | Egipto          |
| 30.05 | 16:15 | República Checa | 0 - 3           | Japón           |
| 30.05 | 18:30 | Ucrania         | 1 - 3           | Rusia           |
| 01.06 | 10:30 | Austria         | 2 - 2 (3-4 PEN) | Ucrania         |
| 01.06 | 12:45 | Egipto          | 5 - 3           | República Checa |
| 01.06 | 15:00 | Rusia           | 1 - 3           | Japón           |
| 02.06 | 10:30 | Egipto          | 2 - 2 (0-1 PEN) | Ucrania         |
| 02.06 | 12:45 | Japón           | 4 - 3           | Austria         |
| 02.06 | 15:00 | República Checa | 4 - 6           | Rusia           |

### Clasificación
| Fechas                           | Lugar del evento       | Equipos Clasificados | Equipos Clasificados                       | Equipos Clasificados          | Plazas para la final | Clasificados a la final                      |
| Fechas                           | Lugar del evento       | País local           | Por Ranking                                | De la Ronda 2                 | Plazas para la final | Clasificados a la final                      |
| -------------------------------- | ---------------------- | -------------------- | ------------------------------------------ | ----------------------------- | -------------------- | -------------------------------------------- |
| 13 – 23 de junio de 2013         | Róterdam, Países Bajos | Países Bajos         | Australia España Nueva Zelanda             | Bélgica Francia India Irlanda | 4                    | Bélgica Australia Países Bajos Nueva Zelanda |
| 29 de junio – 7 de julio de 2013 | Johor Bahru, Malaysia  | Malasia              | Alemania Inglaterra Corea del Sur Pakistán | Argentina Japón Sudáfrica     | 3                    | Alemania Argentina Inglaterra                |

### Ronda 4 (finales)
| Fechas                 | Lugar de la final  | Equipos clasificados | Equipos clasificados                                                       |
| Fechas                 | Lugar de la final  | País local           | Por semifinales                                                            |
| ---------------------- | ------------------ | -------------------- | -------------------------------------------------------------------------- |
| 10–18 de enero de 2014 | Nueva Delhi, India | India                | Argentina Australia Alemania Bélgica Inglaterra Países Bajos Nueva Zelanda |

### Estadísticas

#### Clasificación final
La FIH hizo una clasificación final para determinar el Ranking oficial de la FIH. La clasificación es la siguiente:
| 1. Países Bajos 2. Nueva Zelanda 3. Inglaterra 4. Australia 5. Bélgica 6. India 7. Alemania 8. Argentina | 1. Corea del Sur 2. España 3. Malasia 4. Japón 5. Pakistán 6. Irlanda 7. Sudáfrica 8. Francia | 1. Rusia 2. Canadá 3. Bangladesh 4. Chile 5. Ucrania 6. Austria 7. China 8. Escocia | 1. Egipto 2. Trinidad y Tobago 3. Polonia 4. Estados Unidos 5. Omán 6. República Checa 7. Brasil 8. Fiyi 9. Portugal |

## Competencia femenina

### Ronda 1

#### Europa 1
14 al 19 de agosto de 2012 en Praga, República Checa.
Juegan todos contra todos y los cuatro primeros clasifican a la R2.
|   | Equipo          | J | G | E | P | Dif | Pts |
| - | --------------- | - | - | - | - | --- | --- |
| 1 | Bielorrusia     | 5 | 4 | 0 | 1 | 26  | 12  |
| 2 | Italia          | 5 | 4 | 0 | 1 | 23  | 12  |
| 3 | Escocia         | 5 | 4 | 0 | 1 | 18  | 12  |
| 4 | República Checa | 5 | 2 | 0 | 3 | 1   | 6   |
| 5 | Francia         | 5 | 1 | 0 | 4 | -21 | 3   |
| 6 | Turquía         | 5 | 0 | 0 | 5 | -47 | 0   |

| Fecha | Hora¹ | Partidos        | Partidos | Partidos        |
| ----- | ----- | --------------- | -------- | --------------- |
| 14.08 | 12:30 | Escocia         | 12 - 1   | Turquía         |
| 14.08 | 14:45 | Bielorrusia     | 9 - 1    | Francia         |
| 14.08 | 17:00 | Italia          | 6 - 0    | República Checa |
| 15.08 | 12:30 | Turquía         | 0 - 17   | Bielorrusia     |
| 15.08 | 14:45 | Italia          | 6 - 0    | Francia         |
| 15.08 | 17:00 | Escocia         | 5 - 1    | República Checa |
| 16.08 | 12:30 | Turquía         | 0 - 10   | Italia          |
| 16.08 | 14:45 | Bielorrusia     | 1 - 2    | Escocia         |
| 16.08 | 17:00 | Francia         | 1 - 5    | República Checa |
| 18.08 | 08:00 | Francia         | 2 - 1    | Turquía         |
| 18.08 | 10:15 | Italia          | 2 - 0    | Escocia         |
| 18.08 | 12:30 | República Checa | 2 - 4    | Bielorrusia     |
| 19.08 | 08:00 | Escocia         | 4 - 0    | Francia         |
| 19.08 | 10:15 | Bielorrusia     | 2 - 1    | Italia          |
| 19.08 | 12:30 | República Checa | 9 - 0    | Turquía         |

#### África
7 al 9 de septiembre de 2012 en Acra, Ghana.
Juegan todos contra todos y clasifica el primero a la R2.
|   | Equipo  | J | G | E | P | Dif | Pts |
| - | ------- | - | - | - | - | --- | --- |
| 1 | Ghana   | 3 | 3 | 0 | 0 | 5   | 9   |
| 2 | Nigeria | 3 | 0 | 0 | 3 | -5  | 0   |

| Fecha | Hora¹ | Partidos | Partidos | Partidos |
| ----- | ----- | -------- | -------- | -------- |
| 07.09 | 16:00 | Ghana    | 2 - 0    | Nigeria  |
| 08.09 | 16:00 | Nigeria  | 1 - 2    | Ghana    |
| 09.09 | 14:00 | Ghana    | 4 - 2    | Nigeria  |

#### Asia
14 al 16 de septiembre de 2012 en Kuantan, Malasia.
Juegan todos contra todos y los dos primeros clasifican a la R2.
|   | Equipo     | J | G | E | P | Dif | Pts |
| - | ---------- | - | - | - | - | --- | --- |
| 1 | Malasia    | 3 | 3 | 0 | 0 | 30  | 9   |
| 2 | Kazajistán | 3 | 2 | 0 | 1 | -1  | 6   |
| 3 | Sri Lanka  | 3 | 1 | 0 | 2 | -13 | 3   |
| 4 | Singapur   | 3 | 0 | 0 | 3 | -16 | 0   |

| Fecha | Hora¹ | Partidos   | Partidos | Partidos   |
| ----- | ----- | ---------- | -------- | ---------- |
| 14.09 | 16:00 | Kazajistán | 6 - 1    | Sri Lanka  |
| 14.09 | 18:15 | Malasia    | 11 - 0   | Singapur   |
| 15.09 | 16:00 | Singapur   | 2 - 3    | Sri Lanka  |
| 15.09 | 18:00 | Kazajistán | 1 - 11   | Malasia    |
| 16.09 | 16:00 | Singapur   | 1 - 5    | Kazajistán |
| 16.09 | 18:15 | Malasia    | 9 - 0    | Sri Lanka  |

#### Europa 2
18 al 23 de septiembre de 2012 en Viena, Austria.
Juegan todos contra todos y los cuatro primeros clasifican a la R2.
|   | Equipo   | J | G | EG | EP | P | Dif | Pts |
| - | -------- | - | - | -- | -- | - | --- | --- |
| 1 | Bélgica  | 5 | 5 | 0  | 0  | 0 | 14  | 15  |
| 2 | Rusia    | 5 | 4 | 0  | 0  | 1 | 4   | 12  |
| 3 | Ucrania  | 5 | 3 | 0  | 0  | 2 | 0   | 9   |
| 4 | Austria  | 5 | 1 | 1  | 0  | 3 | -3  | 5   |
| 5 | Lituania | 5 | 1 | 0  | 1  | 3 | -9  | 4   |
| 6 | Gales    | 5 | 0 | 0  | 0  | 5 | -6  | 0   |

| Fecha | Hora¹ | Partidos | Partidos        | Partidos  |
| ----- | ----- | -------- | --------------- | --------- |
| 18.09 | 12:30 | Bélgica  | 7 - 1           | Lituania  |
| 18.09 | 14:45 | Ucrania  | 1 - 0           | Gales     |
| 18.09 | 17:00 | Rusia    | 2 - 1           | Australia |
| 19.09 | 12:30 | Lituania | 0 - 2           | Ucrania   |
| 19.09 | 14:45 | Rusia    | 2 - 0           | Gales     |
| 19.09 | 17:00 | Bélgica  | 2 - 1           | Austria   |
| 20.09 | 12:30 | Lituania | 0 - 2           | Rusia     |
| 20.09 | 14:45 | Ucrania  | 0 - 4           | Bélgica   |
| 20.09 | 17:00 | Gales    | 0 - 1           | Austria   |
| 22.09 | 12:30 | Rusia    | 2 - 4           | Bélgica   |
| 22.09 | 14:45 | Gales    | 0 - 1           | Lituania  |
| 22.09 | 17:00 | Austria  | 1 - 3           | Ucrania   |
| 23.09 | 12:30 | Bélgica  | 2 - 1           | Gales     |
| 23.09 | 14:45 | Ucrania  | 2 - 4           | Rusia     |
| 23.09 | 17:00 | Austria  | 1 - 1 (4-3 PEN) | Lituania  |

#### América
11 al 17 de noviembre de 2012 en Port of Spain, Trinidad y Tobago.
Juegan todos contra todos y los dos primeros clasifican a la R2.
|   | Equipo            | J | G | EG | EP | P | Dif | Pts |
| - | ----------------- | - | - | -- | -- | - | --- | --- |
| 1 | Canadá            | 5 | 5 | 0  | 0  | 0 | 38  | 15  |
| 2 | Uruguay           | 5 | 4 | 0  | 0  | 1 | 23  | 12  |
| 3 | Trinidad y Tobago | 5 | 3 | 0  | 0  | 2 | 10  | 9   |
| 4 | Venezuela         | 5 | 1 | 1  | 0  | 3 | -25 | 5   |
| 5 | Guyana            | 5 | 0 | 1  | 1  | 3 | -19 | 3   |
| 6 | Barbados          | 5 | 0 | 0  | 1  | 4 | -27 | 1   |

| Fecha | Hora¹ | Partidos          | Partidos        | Partidos          |
| ----- | ----- | ----------------- | --------------- | ----------------- |
| 11.11 | 13:00 | Canadá            | 12 - 0          | Venezuela         |
| 11.11 | 15:00 | Trinidad y Tobago | 5 - 0           | Guyana            |
| 11.11 | 17:00 | Barbados          | 0 - 8           | Uruguay           |
| 12.11 | 14:30 | Canadá            | 10 - 0          | Guyana            |
| 12.11 | 16:30 | Trinidad y Tobago | 0 - 2           | Uruguay           |
| 12.11 | 18:30 | Venezuela         | 2 - 1           | Barbados          |
| 14.11 | 09:00 | Barbados          | 0 - 11          | Canadá            |
| 14.11 | 11:00 | Uruguay           | 5 - 1           | Guyana            |
| 14.11 | 13:00 | Venezuela         | 1 - 5           | Trinidad y Tobago |
| 15.11 | 15:00 | Guyana            | 1 - 1 (3-2 PEN) | Barbados          |
| 15.11 | 17:00 | Trinidad y Tobago | 0 - 4           | Canadá            |
| 15.11 | 19:00 | Uruguay           | 10 - 0          | Venezuela         |
| 17.11 | 10:30 | Canadá            | 1 - 0           | Uruguay           |
| 17.11 | 14:45 | Guyana            | 1 - 1 (1-2 PEN) | Venezuela         |
| 17.11 | 15:00 | Barbados          | 0 - 7           | Trinidad y Tobago |

#### Oceanía
8 AL 13 de diciembre de 2012 en Suva, Fiyi.
Juegan todos contra todos y el primero clasifica a la R2.
|   | Equipo             | J | G | EG | EP | P | Dif | Pts |
| - | ------------------ | - | - | -- | -- | - | --- | --- |
| 1 | Fiyi               | 3 | 3 | 0  | 0  | 0 | 41  | 9   |
| 2 | Papúa Nueva Guinea | 3 | 1 | 1  | 0  | 1 | -9  | 5   |
| 3 | Samoa              | 3 | 1 | 0  | 1  | 1 | -10 | 4   |
| 4 | Vanuatu            | 3 | 0 | 0  | 0  | 3 | -22 | 0   |

| Fecha | Hora¹ | Partidos           | Partidos        | Partidos           |
| ----- | ----- | ------------------ | --------------- | ------------------ |
| 08.12 | 17:30 | Papúa Nueva Guinea | 0 - 0 (3-0 PEN) | Samoa              |
| 09.12 | 11:00 | Fiyi               | 17 - 1          | Vanuatu            |
| 10.12 | 16:00 | Samoa              | 4 - 1           | Vanuatu            |
| 11.12 | 18:00 | Fiyi               | 12 - 0          | Papúa Nueva Guinea |
| 12.12 | 18:00 | Papúa Nueva Guinea | 3 - 0           | Vanuatu            |
| 13.12 | 18:00 | Fiyi               | 14 - 1          | Samoa              |

### Ronda 2

#### Grupo A
21 AL 27 de enero de 2013 en Ciudad del Cabo, Sudáfrica.
Juegan todos contra todos y los dos primeros clasifican a la R3.
|   | Equipo     | J | G | E | P | Dif | Pts |
| - | ---------- | - | - | - | - | --- | --- |
| 1 | Sudáfrica  | 4 | 4 | 0 | 0 | 16  | 12  |
| 2 | Bélgica    | 4 | 3 | 0 | 1 | 15  | 9   |
| 3 | Azerbaiyán | 4 | 2 | 0 | 2 | -3  | 6   |
| 4 | Austria    | 4 | 1 | 0 | 3 | -10 | 3   |
| 5 | Ghana      | 4 | 0 | 0 | 4 | -18 | 0   |

| Fecha | Hora¹ | Partidos   | Partidos | Partidos   |
| ----- | ----- | ---------- | -------- | ---------- |
| 21.01 | 17:00 | Azerbaiyán | 4 - 0    | Ghana      |
| 21.01 | 19:00 | Bélgica    | 8 - 0    | Austria    |
| 22.01 | 17:00 | Azerbaiyán | 2 - 1    | Austria    |
| 22.01 | 19:00 | Sudáfrica  | 6 - 0    | Ghana      |
| 24.01 | 17:00 | Austria    | 2 - 1    | Ghana      |
| 24.01 | 19:00 | Bélgica    | 2 - 3    | Sudáfrica  |
| 26.01 | 16:00 | Ghana      | 0 - 7    | Bélgica    |
| 26.01 | 18:00 | Azerbaiyán | 0 - 7    | Sudáfrica  |
| 27.01 | 15:00 | Bélgica    | 1 - 0    | Azerbaiyán |
| 27.01 | 17:00 | Sudáfrica  | 2 - 0    | Austria    |

#### Grupo B
18 al 24 de febrero de 2013 en Nueva Dehli, India.
Juegan todos contra todos y los dos primeros clasifican a la R3.
|   | Equipo     | J | G | EG | EP | P | Dif | Pts |
| - | ---------- | - | - | -- | -- | - | --- | --- |
| 1 | India      | 5 | 4 | 0  | 1  | 0 | 29  | 13  |
| 2 | Japón      | 5 | 3 | 2  | 0  | 0 | 22  | 13  |
| 3 | Malasia    | 5 | 3 | 0  | 0  | 2 | 9   | 9   |
| 4 | Rusia      | 5 | 2 | 0  | 1  | 2 | 12  | 7   |
| 5 | Kazajistán | 5 | 1 | 0  | 0  | 4 | -24 | 3   |
| 6 | Fiyi       | 5 | 0 | 0  | 0  | 5 | -49 | 0   |

| Fecha | Hora¹ | Partidos   | Partidos        | Partidos       |
| ----- | ----- | ---------- | --------------- | -------------- |
| 18.02 | 10:00 | Japón      | 14 - 0          | Fiyi           |
| 18.02 | 12:00 | Rusia      | 1 - 3           | Malasia        |
| 18.02 | 18:00 | India      | 8 - 0           | Estados Unidos |
| 19.02 | 16:00 | Fiyi       | 0 - 9           | Rusia          |
| 19.02 | 18:00 | Japón      | 11 - 0          | Kazajistán     |
| 19.02 | 20:00 | India      | 3 - 0           | Malasia        |
| 21.02 | 10:00 | Rusia      | 1 - 1 (2-3 PEN) | Japón          |
| 21.02 | 12:00 | Malasia    | 3 - 1           | Kazajistán     |
| 21.02 | 18:00 | Fiyi       | 0 - 10          | India          |
| 22.02 | 16:00 | Kazajistán | 1 - 8           | Rusia          |
| 22.02 | 18:00 | Malasia    | 12 - 0          | Fiyi           |
| 22.02 | 20:00 | India      | 2 - 2 (2-3 PEN) | Japón          |
| 24.02 | 10:00 | Kazajistán | 4 - 0           | Fiyi           |
| 24.02 | 14:00 | Japón      | 4 - 0           | Malasia        |
| 24.02 | 18:00 | Rusia      | 0 - 1           | India          |

#### Grupo C
25 de febrero al 3 de marzo de 2013 en Valencia, España.
Juegan todos contra todos y los dos primeros clasifican a la R3.
|   | Equipo          | J | G | EG | EP | P | Dif | Pts |
| - | --------------- | - | - | -- | -- | - | --- | --- |
| 1 | Italia          | 4 | 2 | 1  | 1  | 0 | 10  | 9   |
| 2 | España          | 4 | 2 | 1  | 0  | 1 | 8   | 8   |
| 3 | Bielorrusia     | 4 | 2 | 0  | 1  | 1 | 2   | 7   |
| 4 | Irlanda         | 4 | 2 | 0  | 0  | 2 | 1   | 6   |
| 5 | República Checa | 4 | 0 | 0  | 0  | 4 | -21 | 0   |

| Fecha | Hora¹ | Partidos        | Partidos        | Partidos        |
| ----- | ----- | --------------- | --------------- | --------------- |
| 25.02 | 10:30 | Irlanda         | 4 - 1           | República Checa |
| 25.02 | 13:00 | Italia          | 2 - 2 (3-1 PEN) | Bielorrusia     |
| 26.02 | 11:00 | Irlanda         | 0 - 2           | Bielorrusia     |
| 26.02 | 13:30 | España          | 6 - 0           | República Checa |
| 01.03 | 10:00 | Bielorrusia     | 5 - 1           | República Checa |
| 01.03 | 12:00 | Italia          | 1 - 1 (3-4 PEN) | España          |
| 02.03 | 10:30 | República Checa | 0 - 8           | Italia          |
| 02.03 | 13:00 | Irlanda         | 1 - 0           | España          |
| 03.03 | 11:00 | Italia          | 1 - 0           | Irlanda         |
| 03.03 | 13:30 | España          | 5 - 3           | Bielorrusia     |

#### Grupo D
4 al 10 de marzo de 2013 en Río de Janeiro, Brasil.
Juegan todos contra todos y los dos primeros clasifican a la R3.
|   | Equipo            | J | G | EG | EP | P | Dif | Pts |
| - | ----------------- | - | - | -- | -- | - | --- | --- |
| 1 | Estados Unidos    | 5 | 4 | 0  | 1  | 0 | 16  | 13  |
| 2 | Chile             | 5 | 3 | 0  | 1  | 1 | 11  | 10  |
| 3 | Escocia           | 5 | 2 | 2  | 0  | 1 | 13  | 10  |
| 4 | Uruguay           | 5 | 3 | 0  | 0  | 2 | 5   | 9   |
| 5 | Trinidad y Tobago | 5 | 1 | 0  | 0  | 4 | -22 | 3   |
| 6 | Brasil            | 5 | 0 | 0  | 0  | 5 | -23 | 0   |

| Fecha | Hora¹ | Partidos          | Partidos        | Partidos          |
| ----- | ----- | ----------------- | --------------- | ----------------- |
| 04.03 | 09:00 | Estados Unidos    | 6 - 0           | Brasil            |
| 04.03 | 11:00 | Chile             | 2 - 0           | Uruguay           |
| 04.03 | 13:00 | Escocia           | 7 - 0           | Trinidad y Tobago |
| 06.03 | 09:00 | Estados Unidos    | 3 - 0           | Uruguay           |
| 06.03 | 11:00 | Chile             | 6 - 0           | Trinidad y Tobago |
| 06.03 | 15:30 | Brasil            | 0 - 7           | Escocia           |
| 07.03 | 09:00 | Brasil            | 1 - 5           | Chile             |
| 07.03 | 11:00 | Escocia           | 1 - 1 (2-0 PEN) | Estados Unidos    |
| 07.03 | 13:00 | Trinidad y Tobago | 1 - 6           | Uruguay           |
| 09.03 | 09:00 | Trinidad y Tobago | 3 - 1           | Brasil            |
| 09.03 | 11:00 | Chile             | 1 - 2           | Estados Unidos    |
| 09.03 | 15:30 | Uruguay           | 2 - 1           | Escocia           |
| 10.03 | 09:00 | Estados Unidos    | 6 - 0           | Trinidad y Tobago |
| 10.03 | 11:00 | Escocia           | 2 - 2 (3-2 PEN) | Chile             |
| 10.03 | 13:00 | Uruguay           | 4 - 0           | Brasil            |

### Ronda 3 (semifinales)
| Fechas                   | Lugar de la semifinal | Equipos Clasificados | Equipos Clasificados                   | Equipos Clasificados                   | Plazas para las finales | Clasificados para las finales                     |
| Fechas                   | Lugar de la semifinal | País local           | Por Ranking                            | Por la Ronda 2                         | Plazas para las finales | Clasificados para las finales                     |
| ------------------------ | --------------------- | -------------------- | -------------------------------------- | -------------------------------------- | ----------------------- | ------------------------------------------------- |
| 13 – 22 de junio de 2013 | Róterdam, Netherlands | Países Bajos         | — Alemania Nueva Zelanda Corea del Sur | Bélgica Chile India Japón              | 4                       | Alemania Países Bajos Corea del Sur Nueva Zelanda |
| 22–30 de junio de 2013   | Londres, Inglaterra   | Inglaterra           | Argentina China — Australia            | Italia Sudáfrica España Estados Unidos | 3                       | Australia Inglaterra China                        |

### Ronda 4 (finales)
| Fechas                                   | Lugar de la Final                | Equipos clasificados | Equipos clasificados                                                         |
| Fechas                                   | Lugar de la Final                | País local           | Por semifinales                                                              |
| ---------------------------------------- | -------------------------------- | -------------------- | ---------------------------------------------------------------------------- |
| 30 de noviembre – 8 de diciembre de 2013 | San Miguel de Tucumán, Argentina | Argentina            | Alemania Australia China Corea del Sur Inglaterra Nueva Zelanda Países Bajos |

### Estadísticas

#### Clasificación final
La FIH hizo una clasificación final para determinar el Ranking Oficial de la FIH. El ranking final es el siguiente:
| 1. Países Bajos 2. Australia 3. Inglaterra 4. Argentina 5. Nueva Zelanda 6. China 7. Alemania 8. Corea del Sur | 1. Japón 2. Estados Unidos 3. Bélgica 4. Italia 5. Sudáfrica 6. India 7. España 8. Chile | 1. Malasia 2. Escocia 3. Bielorrusia 4. Azerbaiyán 5. Uruguay 6. Rusia 7. Irlanda 8. Austria | 1. Trinidad y Tobago 2. Kazajistán 3. Ghana 4. República Checa 5. Brasil 6. Fiyi |